# 天主教帕潘特拉教區
天主教帕潘特拉教區（拉丁語：Dioecesis Papantlensis）是墨西哥一個羅馬天主教教區，屬哈拉帕總教區。
教區成立於1922年11月24日，教座1931年6月19日遷至特休特蘭。
教區位於普埃布拉州北部，2004年有教友1,380,738人（佔轄區總人口76.7%）、五十個堂區、八十五名司鐸。目前教區主教之位處於出缺狀態。